# Juliane Hooper
Juliane Cardoso Aleixo, conhecida como Juliane Hooper (Ponta Grossa, 1993) é cantora, compositora, letrista, musicista e intérprete. 
Juliane nasceu em Ponta Grossa (PR) no dia 17 de junho de 1993. Quando completou 18 anos mudou-se para Jundiaí (SP), onde começou a receber incentivos de amigos próximos que avisavam sobre o potencial de sua voz. Em 2015 entrou em uma banda de rock como vocalista. No ano de 2016, resolveu se aprofundar, estudar técnica vocal e se apaixonou pelo canto. O primeiro violão foi comprado e mesmo sozinha, aprendeu a tocá-lo.
Juliane ainda cantava Rock quando teve contato com o Blues, Soul e Jazz. A transição dos estilos foi o primeiro passo para a carreira autoral, que se iniciou no ano de 2017.
De 2017 até 2021, Juliane dedicou a compor, estudar música e realizar shows em bares e eventos dentro do estado de São Paulo.
Em 2021, a cantora conheceu o produtor Júlio Mossil e começou a gravar o seu primeiro disco. 
Em fevereiro de 2022,  fez sua estreia musical com o single "Soulless" e no mês de junho, lançou "Wasting Away". Ambos, foram bem recebidos pela crítica. 
No ano de 2023, lançou o disco de Neo Soul e Soul, "Souful" com faixas em português e inglês e ganhou espaço na mídia nacional e internacional.
No ano seguinte, Juliane lançou o single "Drown In Me" para anunciar a chegada do novo álbum "Efêmero", lançado em março de 2025. O trabalho conta com sete faixas, em Português e Inglês, mesclando o estilo Neo Soul  com referências e percepções de instrumentalidade diferentes. 